# Rivière Dion
Rivière Dion är ett vattendrag i Kanada.   Det ligger i provinsen Québec, i den sydöstra delen av landet, 300 km öster om huvudstaden Ottawa.
Omgivningarna runt Rivière Dion är en mosaik av jordbruksmark och naturlig växtlighet. Runt Rivière Dion är det mycket glesbefolkat, med 6 invånare per kvadratkilometer.